# Vuelo 250 de Braniff International Airways
El vuelo 250 de Braniff International Airways fue un vuelo de pasajeros que se estrelló cerca de Falls City, Nebraska, el 6 de agosto de 1966, mientras volaba rumbo a Omaha desde Kansas City. Las 42 personas a bordo (38 pasajeros y 4 tripulantes) murieron en el accidente, ocurrido en una zona rural durante la noche de un sábado. La causa fue una falla estructural en vuelo debido a turbulencia extrema dentro de un frente de tormentas que pudo haber sido evitado.

## Aernave
El avión era un BAC 1-11-203AE, matrícula N1553Fue fabricado por British Aircraft Corporation en diciembre de 1965.

## Tripulación
La tripulación de cabina estaba compuesta por el capitán Donald Pauly, de 47 años, y el primer oficial James Hilliker, de 39 años.
El capitán Pauly era un piloto con gran experiencia, con 20 767 horas de vuelo, de las cuales 549 eran en el BAC 1-11. Poseía habilitaciones de tipo para otras aeronaves, incluyendo el DC-3, DC-6, DC-7, y la familia Convair.
El primer oficial Hilliker tenía menos experiencia, con 9269 horas de vuelo, de las cuales 685 eran en el BAC 1-11. Según el informe de la NTSB, tenía dos habilitaciones de tipo: una para el BAC 1-11 y otra para la familia Convair.

## Vuelo
(Todas las horas en Hora estándar central (UTC–6); el horario de verano solo se utilizaba en Minnesota en la ruta del vuelo hasta 1967).
El vuelo 250 era operado por Braniff entre Nueva Orleans y Minneapolis, con escalas intermedias en Shreveport, Fort Smith, Tulsa, Kansas City y Omaha. Partió de Kansas City a las 22:55 bajo un plan de vuelo por IFR hacia Omaha a FL200 (20 000 pies (6100 m)). Sin embargo, la tripulación pidió permanecer a 5000 pies (1520 m) debido al mal tiempo. El vuelo permaneció a 6000 pies (1830 m) hasta que a las 23:06 recibió permiso para descender a 5.000 pies. A las 23:08, la tripulación se comunicó con otro vuelo de Braniff que acababa de despegar del Aeropuerto Eppley de Omaha, el cual reportó turbulencia de ligera a moderada.
Unos cuatro minutos después, el vuelo 250 ingresó en una corriente ascendente dentro de una zona activa de línea de turbonada con tormentas severas. El 1-11 aceleró violentamente hacia arriba y giró a la izquierda. En ese momento, el estabilizador horizontal derecho y el estabilizador vertical se desprendieron. La aeronave se inclinó hacia abajo, y en uno o dos segundos también se desprendió el ala derecha. El avión cayó envuelto en llamas hasta entrar en una caída en barrena plana antes de impactar contra el suelo, aproximadamente a medio camino entre Kansas City y Omaha. La causa probable fue la falla estructural en vuelo provocada por turbulencia extrema mientras se operaba la aeronave en una zona de condiciones meteorológicas peligrosas evitables.
Este fue el primer accidente mortal de un BAC 1-11 en Estados Unidos; ocurrió en el sureste de Nebraska, en el condado de Richardson, en una granja a unos 7 millas (11 km) al norte-noreste de Falls City, en un campo de soja, a solo 500 pies (150 m) de una casa de campo.  El propietario de la granja y su familia regresaban a casa en automóvil en el momento del impacto (23:12), y se encontraban a unos 800 metros de distancia. La altitud del lugar del accidente es de aproximadamente 1100 pies (335,3 m) sobre el nivel del mar.

## Investigación
Las regulaciones de Braniff prohibían despachar un avión hacia una zona con una línea sólida de tormentas; sin embargo, el pronóstico de la compañía fue algo inexacto respecto al número e intensidad de las tormentas, así como la intensidad de la turbulencia asociada. Los despachadores de Braniff sabían que su vuelo 255 había retrasado su salida de Sioux City hacia Omaha por una hora para permitir que pasara la tormenta; también sabían que su vuelo 234 de San Luis a Des Moines se había desviado a Kansas City debido a la tormenta. No informaron a la tripulación de estos eventos porque consideraron que estaban demasiado lejos de la ruta del vuelo 250 para ser relevantes. No obstante, la tripulación era consciente del clima severo, y el primer oficial sugirió desviarse de la actividad. El capitán, en cambio, decidió continuar el vuelo hacia los bordes de la línea de turbonada.
Dr. Ted Fujita, renombrado investigador meteorológico y profesor de meteorología de la Universidad de Chicago, fue contratado por British Aircraft Corporation, fabricante del BAC 1-11, para estudiar cómo afectó el clima al avión. El Dr. Fujita es reconocido por haber descubierto los reventones descendentes y los microreventones, y también por haber desarrollado la escala Fujita, que clasifica la intensidad de los tornados y vincula los daños con la velocidad del viento.
Cabe destacar que este accidente fue el primero con una aeronave registrada en Estados Unidos en el que se utilizó una grabadora de voz en la cabina (CVR) para apoyar la investigación. Justo antes de la desintegración, el dispositivo registró al capitán Pauly dando instrucciones al primer oficial Hilliker para ajustar la potencia de los motores. Fue interrumpido a mitad de frase por sacudidas tan severas que no se pudo discernir más diálogo en la grabación, la cual continuó incluso después de que las alas y el estabilizador se separaran de la aeronave. Dado que la grabadora de datos de vuelo (FDR) fue destruida en el accidente, los cambios en el sonido de las sacudidas se utilizaron posteriormente para estimar los cambios de velocidad y altitud del avión durante la secuencia del accidente.

## En la cultura popular
Este accidente es tratado en detalle en el libro "Air Disaster (Vol. 1)" de Macarthur Job, ilustrado por Matthew Tesch, y también en "Deadly Turbulence: The Air Safety Lessons of Braniff Flight 250 and Other Airliners, 1959-1966", de Steve Pollock.
La serie dramática estadounidense Mad Men hizo una breve referencia a este accidente en el episodio de la temporada 5 titulado "Signal 30". En la serie, el cliente Mohawk Airlines también operaba el BAC 1-11.